# Afrodiastictus insularis
Afrodiastictus insularis är en skalbaggsart som beskrevs av Rudolph Petrovitz 1969. Afrodiastictus insularis ingår i släktet Afrodiastictus och familjen Aphodiidae. Inga underarter finns listade i Catalogue of Life.